# Alberto Botelho
Alberto Mâncio Botelho, mais conhecido apenas como Alberto Botelho (Lisboa, 6 de agosto de 1885 – Rio de Janeiro, 16 de abril de 1973), foi um fotógrafo, cinegrafista, roteirista, cineasta e produtor de cinema luso-brasileiro. Botelho é considerado um dos maiores cinegrafistas do Brasil, tendo sido responsável pela produção, direção, fotografia e montagem de mais de 2 mil documentários e cinejornais. Foi cinegrafista em vários filmes de sucesso, como A Viúva Alegre e Paz e Amor. Ao lado de seu irmão mais velho, Paulino Botelho, fundou a Botelho Film, considerada uma das maiores companhias cinematográficas do início do cinema brasileiro.

## Biografia

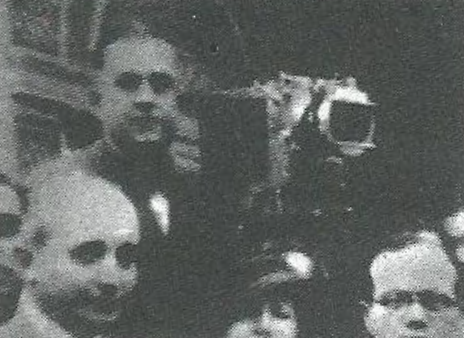
Botelho com uma câmera Debrie, a manivela, usada por ele antes da chegada das câmeras a corda

Nascido em 1885 e criado na capital paulista, Alberto mudou-se ainda jovem para o Rio de Janeiro, onde começou a trabalhar no comércio. Aos 16 anos começa a trabalhar como repórter para o Jornal do Brasil, se transferindo para O Malho em 1913. Nessa mesma época faz as primeiras fotografias aéreas do Rio de Janeiro, a bordo de um balão livre. Botelho se interessa pelo cinema e o acompanha através da literatura estrangeira existente nessa época. Tornou-se representando dos produtos cinematográficos de Marc Ferrez em São Paulo, aproveitando a estadia para fundar a empresa de exibições Sul-Americana, junto com o eletricista Guilherme Louzada, e seu cunhado Arthur Carmo. O negócio falha e, cheio de dívidas, o repassam para Francisco Serrador. Serrador os convida para gerenciar uma loja de aparelhos cinematográficos, onde Botelho sugere que os usem para fazerem filmes.
Assim, Botelho dirige seu primeiro filme, Desfiles de Tiro de Guerra, lançado em 1907. A película teve um bom resultado, assim sendo chamado para assumir os trabalhos cinematográficos da F. Serrador & Cia. Nos próximos anos torna-se representante do Pathé-Jornal no Brasil, e fotografa grandes sucessos do cinema mudo brasileiro, como A Viúva Alegre e Paz e Amor, ambos produzidos pela empresa de William Auler, que havia contratado Botelho. Em 1909 participa de uma corrida automobilística em São Gonçalo, acontecimento registrado por Paulino, hoje considerado um dos filmes brasileiros mais antigos ainda sobrevivente. Em 1910, um de seus filmes, A Revolta da Esquadra, película que abordava o assunto mais falado no momento, a Revolta da Chibata é apreendido pela polícia, sendo esse considerado o primeiro filme brasileiro censurado por motivos políticos.
Funda a Carioca Film em 1912, empresa em que o cineasta Luiz de Barros dirige seu primeiro filme, A Viuvinha, em 1916. Botelho fotografa inúmeros filmes de ficção para Luiz de Barros na Guanabara-Film, sendo esse seu primeiro conta em anos, o que o anima, o que o faz escrever e produzir o longa-metragem Alma Sertaneja, filme que causou polêmica ao ser lançado, por mostrar a atriz Otília Amorim tomando banho nua em uma cachoeira. Em 1921 produz uma nova versão da obra O Guarani, do escritor José de Alencar, filme dirigido pelo ator João de Deus que lhe custou 30 contos de réis. Com o sucesso obtido com a fita, funda ao lado de Paulino a Botelho Film, estúdio voltado exclusivamente para a produção de documentários. Continua registrando acontecimentos do Brasil até os anos 60, onde se aposenta de sua carreira artística.
Alberto Botelho faleceu em 1973, aos 87 anos de idade.

## Filmografia parcial
| Ano  | Título                                         | Função                                      | Realizador                 | Notas |
| ---- | ---------------------------------------------- | ------------------------------------------- | -------------------------- | --- |
| 1907 | Desfiles de Tiro de Guerra                     | Diretor, cinegrafista                       | Ele mesmo                  | Primeiro filme da carreira de Botelho, filmado com uma câmera Lumière. |
| 1908 | O Crime da Mala                                | Cinegrafista                                | Francisco Serrador         | 1ª versão. Filme semidocumentário, utilizando cenas documentais filmadas por G. Sarracino. |
| 1909 | Seiscentos e Seis Contra o Espiroqueta Pallido | Diretor                                     | Ele mesmo.                 | Algumas fontes também citam Paulino Botelho como diretor. |
| 1909 | Los Baturros                                   | Cinegrafista                                | Francisco Serrador         | Filmes do gênero comédia musical. Apresentavam no elenco Claudina Montenegro e Santiago Pepe.                                                                                                 |
| 1909 | Los Boemios                                    | Cinegrafista                                | Francisco Serrador         | Filmes do gênero comédia musical. Apresentavam no elenco Claudina Montenegro e Santiago Pepe.                                                                                                 |
| 1909 | Café de Puerto Rico                            | Cinegrafista                                | Francisco Serrador         | Filmes do gênero comédia musical. Apresentavam no elenco Claudina Montenegro e Santiago Pepe.                                                                                                 |
| 1909 | Cavalleria Rusticana                           | Diretor, cinegrafista                       | Ele mesmo                  | Filme cantante. |
| 1909 | Château Margaux                                | Cinegrafista                                | Francisco Serrador         | 2ª versão. Musical apresentando Claudina Montenegro e Santiago Pepe. |
| 1909 | Che Gelida Manina                              | Cinegrafista                                | Francisco Serrador         | Filme cantante. "Raconto do 1o. Ato" de "La bohème", Che gelida manina. |
| 1909 | La Chicanera                                   | Cinegrafista                                | Francisco Serrador         | Musical apresentando Claudina Montenegro e Santiago Pepe. |
| 1909 | Chiribiribi                                    | Cinegrafista                                | Francisco Serrador         | 2ª versão. Musical apresentando Claudina Montenegro e Santiago Pepe. |
| 1909 | Duo da Mascote                                 | Cinegrafista                                | Francisco Serrador         | Filmes cantantes. Duetos de operetas famosas. |
| 1909 | Duo de Amor                                    | Cinegrafista                                | Francisco Serrador         | Filmes cantantes. Duetos de operetas famosas. |
| 1909 | Duo da Africana                                | Cinegrafista                                | Francisco Serrador         | Filmes cantantes. Duetos de operetas famosas. |
| 1909 | Duo de las Paraguas                            | Cinegrafista                                | Francisco Serrador         | Filmes cantantes. Duetos de operetas famosas. |
| 1909 | La Educanda di Sorrento                        | Cinegrafista                                | Francisco Serrador         | Musical apresentando Claudina Montenegro e Santiago Pepe. |
| 1909 | Guitarrica                                     | Cinegrafista                                | Francisco Serrador         | Musical apresentando Claudina Montenegro e Santiago Pepe. |
| 1909 | O Passeio de Pepa                              | Cinegrafista                                | Francisco Serrador         | A atriz Claudina Montenegro cantando a canção 'A voz da consciência'. |
| 1909 | Las Sapatillas                                 | Cinegrafista                                | Francisco Serrador         | Musical apresentando Claudina Montenegro e Santiago Pepe. |
| 1909 | Torna a Sorrento                               | Cinegrafista                                | Francisco Serrador         | 2ª versão. Musical apresentando a atriz Claudina Montenegro. |
| 1909 | Tosca                                          | Cinegrafista                                | Francisco Serrador         | Musical apresentando Claudina Montenegro e Santiago Pepe. |
| 1910 | A Revolta da Esquadra                          | Diretor, cinegrafista                       | Ele mesmo                  | Primeiro filme brasileiro apreendido por motivos políticos. |
| 1910 | Tui-Tui-Tui-Tui-Zi-Zi-Zi                       | Cinegrafista                                | Francisco Serrador         | Filme cantante. Dueto da opereta "Sonho de valsa". |
| 1910 | L'Airoso (I Pagliacci)                         | Cinegrafista                                | Francisco Serrador         | Filme cantante. Trecho da ópera "I pagliacci". |
| 1910 | Amor Ti Vieta                                  | Cinegrafista                                | Francisco Serrador         | Filme cantante. Ária da ópera "Fedora". |
| 1910 | L' Amore é Comme Zuccaro                       | Cinegrafista                                | Francisco Serrador         | Musical apresentando a atriz Claudina Montenegro. |
| 1910 | Carezze e Baci                                 | Cinegrafista                                | Francisco Serrador         | Musical apresentando a atriz Alda Tosca. |
| 1910 | Dei Miei Collenti Spiriti                      | Cinegrafista                                | Francisco Serrador         | Filme cantante. Ária do segundo ato da ópera "La traviata". |
| 1910 | Di Quella Pira                                 | Cinegrafista                                | Francisco Serrador         | Filme cantante. Ária da ópera "Il trovatore". |
| 1910 | La Donna è Móbile                              | Cinegrafista                                | Francisco Serrador         | Filme cantante. Balada do terceiro ato da ópera "Rigoletto", La donna é mobile. |
| 1910 | Cancíon Andaluza                               | Cinegrafista                                | Francisco Serrador         | Musical. |
| 1910 | Fedora                                         | Cinegrafista                                | Francisco Serrador         | Filme cantante. Ária da ópera "Fedora". |
| 1910 | Logo Cedo                                      | Cinegrafista                                | William Auler              | Crítica à moda tentada no Rio das 'jupes-cullotes' |
| 1910 | Longe da Lei                                   | Cinegrafista                                | Francisco Serrador         | Romanza do segundo ato da ópera "La traviata". |
| 1910 | Melodia Napolitana                             | Cinegrafista                                | Francisco Serrador         | Musical. |
| 1910 | Os Milagres de Nossa Senhora da Penha          | Cinegrafista                                | William Auler              | Fita sacra, posados pelos artistas do teatro D. Amélia e D. Maria II, ornada de música sacra e coros sacros.                                                                                  |
| 1910 | O Sole Mio                                     | Cinegrafista                                | Francisco Serrador         | Musical. |
| 1910 | Paz e Amor                                     | Cinegrafista                                | Alberto Moreira            | O maior sucesso do cinema mudo brasileiro, sendo uma sátira do até então presidente Nilo Peçanha que, ao assumir o governo, teria declarado aos repórteres: "Farei um governo de paz e amor". |
| 1910 | Di Quella Pira                                 | Cinegrafista                                | Francisco Serrador         | Filme cantante. Ária da ópera "Il trovatore". |
| 1910 | La Salida de Roberto                           | Cinegrafista                                | Francisco Serrador         | Filme cantante. Ária de "La tempestad". |
| 1910 | Salve Dimora, Casta e Pura                     | Cinegrafista                                | Francisco Serrador         | Cavatina "Salve Dimora" da ópera "Fausto". |
| 1910 | Si Fossi...                                    | Cinegrafista                                | Francisco Serrador         | Musical. |
| 1910 | Tomba Degl'avi Miei                            | Cinegrafista                                | Francisco Serrador         | Filme cantante. Ária do terceiro ato da ópera "Lucia de Lammermoor". |
| 1911 | O Conde de Luxemburgo                          | Cinegrafista                                | William Auler              | 2ª versão. Fita cantante em três partes. |
| 1911 | A Dançarina Descalça                           | Cinegrafista                                | William Auler              | Filme cantante em três partes. |
| 1911 | Primeira Regata de 1911                        | Ele mesmo                                   | Diretor, cinegrafista      | Documentário sobre competições de remo. |
| 1912 | Mil e Quatrocentos Contos                      | Financiador                                 | Ele mesmo                  | Reconstituição, em três atos, de crime célebre. |
| 1913 | Amor de Perdição                               | Cinegrafista                                | Francisco Santos           | 1ª versão. Filme inacabado, baseado na obra de mesmo nome de Camilo Castelo Branco. |
| 1913 | Um Crime Sensacional                           | Diretor, cinegrafista, roteirista           | Ele mesmo, Paulino Botelho | Reconstituição de um crime ocorrido no Rio de Janeiro. |
| 1914 | Chegada de Santos Dumont ao Brasil             | Diretor, cinegrafista                       | Ele mesmo                  | Chegada de Santos Dumont ao Rio de Janeiro e entusiástica recepção feita ao mesmo. |
| 1915 | Grande Prêmio Jockey Club                      | Diretor, cinegrafista                       | Ele mesmo                  | Grande prêmio Jockey Club, Rio de Janeiro. |
| 1916 | Perdida                                        | Cinegrafista                                | Luiz de Barros             | Primeiro filme da parceria entre Barros e Botelho. |
| 1916 | Vivo ou Morto                                  | Cinegrafista                                | Luiz de Barros             | Um dos primeiros filmes brasileiros exibidos no exterior. |
| 1918 | Zero-Treze                                     | Cinegrafista                                | Luiz de Barros             | Filme de propaganda da Loteria Federal. |
| 1918 | Amor e Boêmia                                  | Cinegrafista                                | Eduardo Arouca             | Filme figurado por caricaturistas e figuras jornalísticas da época. |
| 1918 | A Derrocada                                    | Cinegrafista                                | Luiz de Barros             | Baseado no conto Manhãs de Sol, de Leo Teixeira Leite Filho. |
| 1918 | O Castigo do Kaiser                            | Diretor, cinegrafista                       | Ele mesmo                  | Documentário do segundo carnaval de 1918, realizado em novembro para comemorar a vitória dos Aliados.                                                                                         |
| 1919 | Alma Sertaneja                                 | Roteirista, financiador e cinegrafista      | Luiz de Barros             | Produção da Carioca Film, companhia de Botelho. |
| 1920 | O Guarani                                      | Financiador, cinegrafista                   | João de Deus               | 6ª versão. |
| 1920 | O Que Foi o Carnaval de 1920!                  | Diretor                                     | Ele mesmo                  | Aspectos do carnaval no Rio de Janeiro. |
| 1923 | Brasil Grandioso                               | Diretor, roteirista e produtor              | Ele mesmo                  | O filme apresenta a beleza luxuriante da natureza do Brasil. Gravado em diversos estados. |
| 1923 | Sua Majestade, a Mais Bela                     | Diretor, cinegrafista                       | Ele mesmo                  | Sobre a primeira rainha de beleza brasileira (precursora das misses) Zezé Leone. |
| 1924 | O Reinado de Adonis                            | Diretor, roteirista, produtor, cinegrafista | Ele mesmo                  | Musical. |
| 1924 | Deem Azas ao Brasil                            | Diretor, cinegrafista                       | Ele mesmo                  | Campanha em prol da aviação no Brasil. |
| 1925 | O Brasil Potência Militar                      | Diretor, cinegrafista                       | Ele mesmo                  | Documentário abordando as Forças Armadas do Brasil. |
| 1925 | Educar                                         | Diretor, cinegrafista, produtor             | Ele mesmo                  | Drama romântico |
| 1936 | O Jovem Tataravô                               | Diretor de fotografia                       | Luiz de Barros             | Primeira e única vez que Botelho trabalha em um filme da Cinédia. |
| 1937 | O Descobrimento do Brasil                      | Diretor de fotografia                       | Humberto Mauro             | Botelho divide a direção com Humberto Mauro, Alberto Campiglia e Manoel Ribeiro. |

Observação: A filmografia segue a ordem presente no livro Dicionário Jurandyr Noronha de Cinema Brasileiro, por isso alguns dos filmes podem não estar na ordem correta de lançamento ou produção.